# NGC 635
NGC 635 (również PGC 6062) – galaktyka spiralna (Sb), znajdująca się w gwiazdozbiorze Wieloryba. Odkrył ją Francis Leavenworth 15 października 1885 roku.